# ROCK END ROLL
『ROCK END ROLL』（ロック・エンド・ロール）は、日本のバンド、ストレイテナーの1枚目のミニアルバム。2004年6月23日発売。発売元は東芝EMI。

## 概要
- 前作から約5ヶ月振りとなるリリース。
- 前作『LOST WORLD'S ANTHOLOGY』から本作までの間にリリースされたシングル「TENDER」は、本作には未収録である（後に『TITLE』に収録）。
- 特典として、収録曲である「POSTMODERN」のビデオ・クリップも収録されている。

## 収録曲
| 全作詞・作曲: ホリエアツシ（#3、作曲: HORIE・NAKAYAMA・HINATA）。 |                  |                                                    |                                                    |      |
| #                                                                 | タイトル         | 作詞                                               | 作曲・編曲                                         | 時間 |
| 1.                                                                | 「REMINDER」     | ホリエアツシ （#3、作曲: HORIE・NAKAYAMA・HINATA） | ホリエアツシ （#3、作曲: HORIE・NAKAYAMA・HINATA） | 3:51 |
| 2.                                                                | 「MOTIONS」      | ホリエアツシ （#3、作曲: HORIE・NAKAYAMA・HINATA） | ホリエアツシ （#3、作曲: HORIE・NAKAYAMA・HINATA） | 2:18 |
| 3.                                                                | 「POSTMODERN」   | ホリエアツシ （#3、作曲: HORIE・NAKAYAMA・HINATA） | ホリエアツシ （#3、作曲: HORIE・NAKAYAMA・HINATA） | 2:15 |
| 4.                                                                | 「GUNSHIPRIDER」 | ホリエアツシ （#3、作曲: HORIE・NAKAYAMA・HINATA） | ホリエアツシ （#3、作曲: HORIE・NAKAYAMA・HINATA） | 2:08 |
| 5.                                                                | 「ROCKSTEADY」   | ホリエアツシ （#3、作曲: HORIE・NAKAYAMA・HINATA） | ホリエアツシ （#3、作曲: HORIE・NAKAYAMA・HINATA） | 2:57 |
| 合計時間:                                                         | 合計時間:        | 13:29                                              |                                                    |      |

### 曲解説
1. REMINDER
本作のリードトラックでPVが製作されており、内容は少年が音楽に興味を持ってからバンドを組むまでの様子がストーリー風に展開されたものになっている。
ストレイテナーの代表曲でもある。次作『TITLE』にも収録されている。
2. MOTIONS
3. POSTMODERN
PVが製作されている。メンバー全員が作曲に関わった唯一の楽曲である。
4. GUNSHIPRIDER
5. ROCKSTEADY
インディーズ時代の代表曲を、ベースの日向を加えた3人体制で再録したもの。再録した理由についてホリエは、インディーズ時代の音源の出来に悔いがあったことと、今後もライブでやり続けるであろう曲ということを、2004年4月16日の公式サイト内の日記にて挙げていた。

## 演奏
- ホリエアツシ：Vocal、Guitar、Rhodes
- ナカヤマシンペイ：Drums
- 日向秀和：Bass